# Saint-Maurice (fiume)
Il Saint-Maurice è un fiume del Canada, che attraversa da nord a sud la regione di Mauricie, in Québec.
È tra i principali affluenti del fiume San Lorenzo, che incontra in corrispondenza della città di Trois-Rivières.